# Deserto de Badain Jaran
O Deserto de Badain Jaran (mandarim: 巴丹吉林沙漠, pinyin:Bādānjílín Shāmò) é um deserto da República Popular da China que abrange as províncias de Gansu, Ningxia e Mongólia Interior. Cobre uma área de 49 000 km².
O deserto é casa da maior duna estacionária da Terra. Algumas de suas dunas atingem a altura de 500m. As dunas são mantidas em solo por causa da aridez, dos fortes ventos e de fonte subterrânea. Análises das águas subterrâneas indica que é degelo que flui através das montanhas de rochas fraturadas possui distâncias de centenas de quilômetros.
Além de dunas, o deserto possui alguns lagos, uns de água doce, e outros, extremamente salinos. Estes lagos dão o nome ao deserto que Mongol significa "Lagos Misteriosos". Passa no deserto, o rio Ruo Shui que se formou de uma grande planície aluvial.